# Museo nacional de bellas artes de Québec
El museo nacional de bellas artes de Quebec es un museo localizado en la ciudad de Quebec, Quebec, Canadá. El museo reúne alrededor de 25 000 obras esencialmente producidos en Quebec, por diversos artistas, algunos de los cuales datan desde el siglo XVIII. También cuenta con una biblioteca desde 1987. Se encuentra ubicado en los Llanos de Abraham, en el Parque de los Campos de Batalla.
Fundado en 1933, el museo fue conocido como el Museo de la provincia de Québec, luego el Musée du Québec a partir de 1961, antes de ser rebautizado en 2002 por su denominación actual, por el gobierno de Bernard Landry. Se compone de tres pabellones, cada uno en un edificio distinto. Uno de ellos es la antigua cárcel de la ciudad de Quebec, que data del siglo XIX, y el interior es un testigo de la época de la vida carcelaria vivida. Desde 1995, el museo cuenta con el apoyo financiero de una fundación llamada La Fondation du Musée.

## Obras

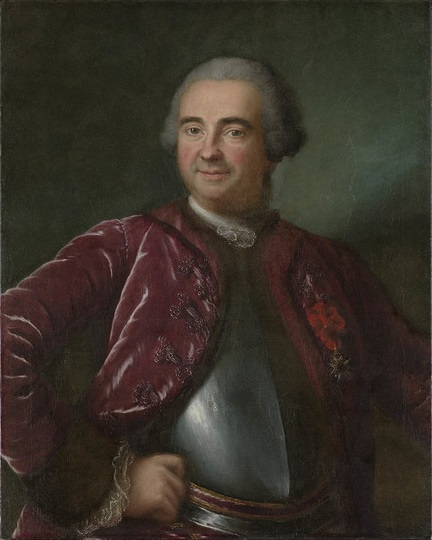
Desconocido, Gaspard-Joseph Chaussegros de Léry (c. 1718)
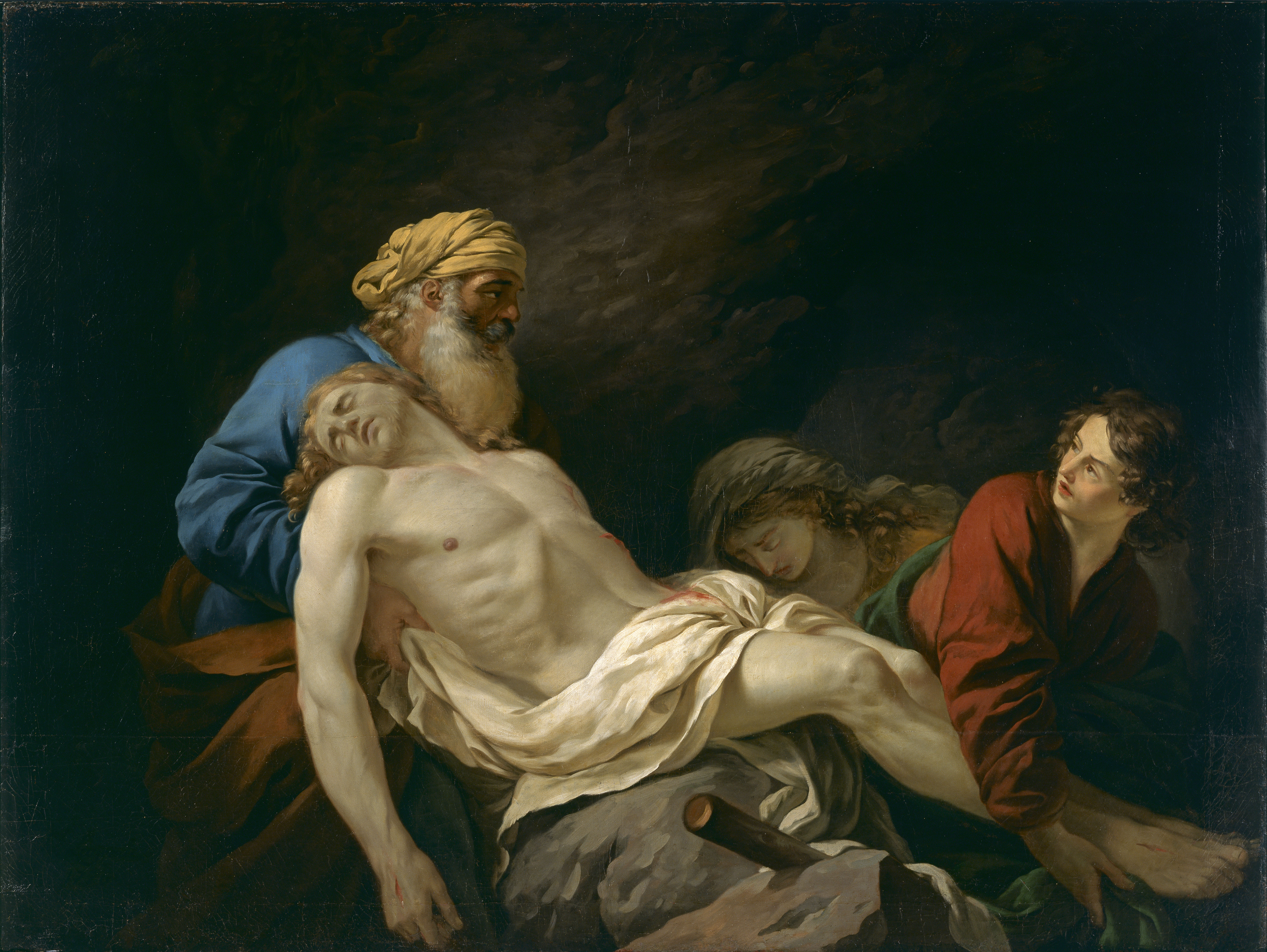
Jean-Jacques Lagrenée, La Mise au tombeau (1770)
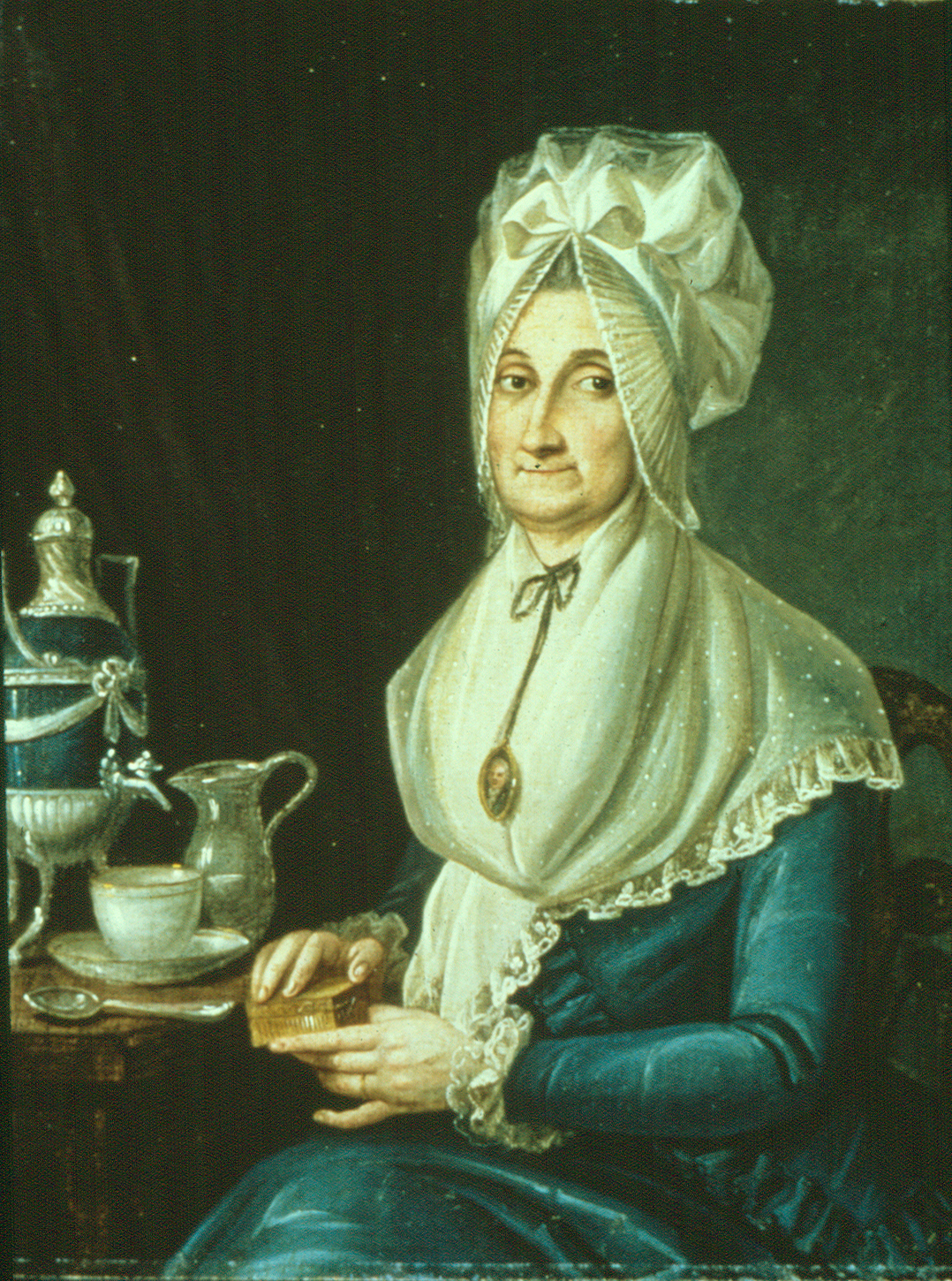
François Beaucourt, Madame Eustache Trottier Desrivières Beaubien, née Marguerite Malhiot (1793)
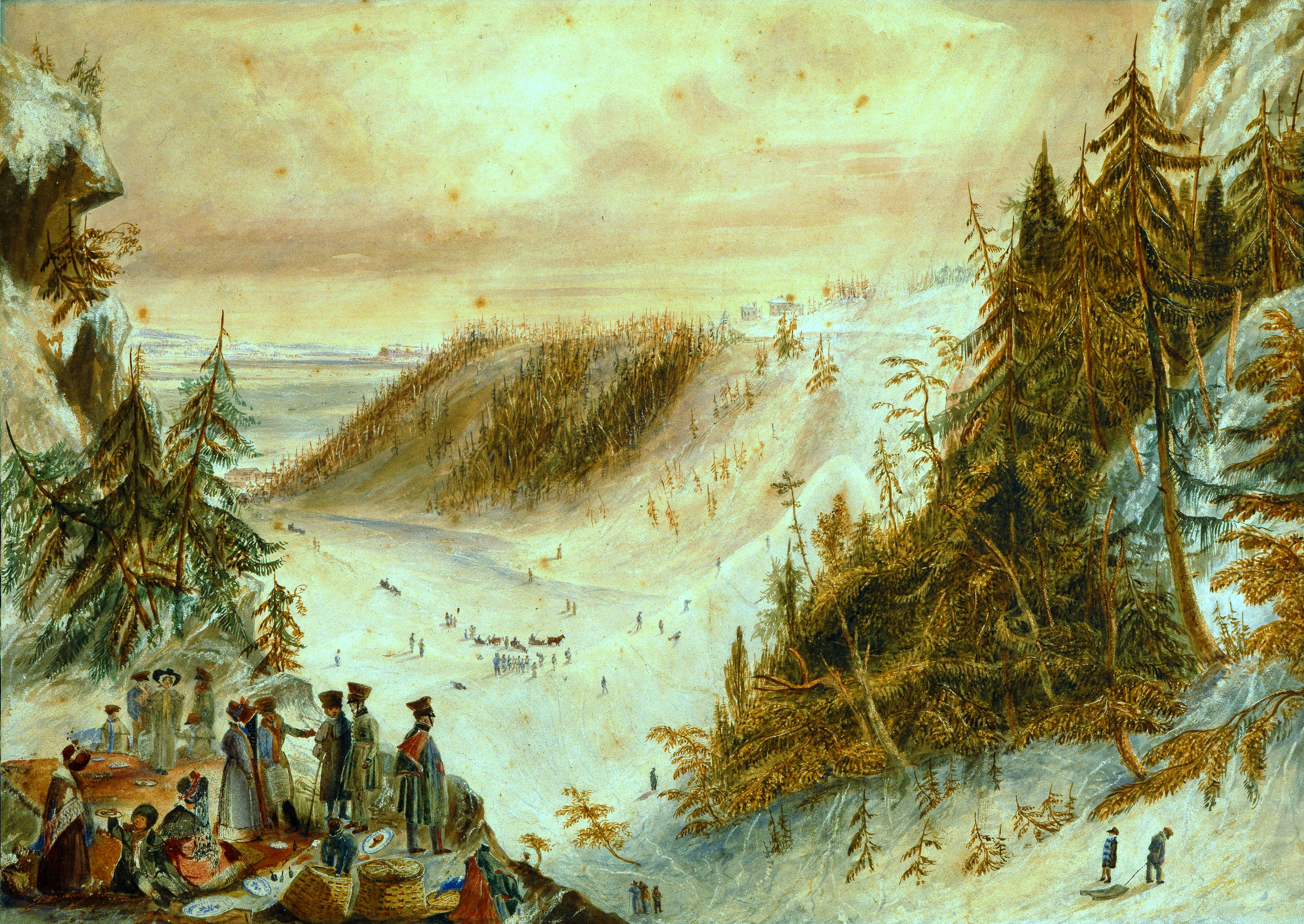
James Pattison Cockburn, The Ice Cone at Montmorency Falls. (c. 1830)
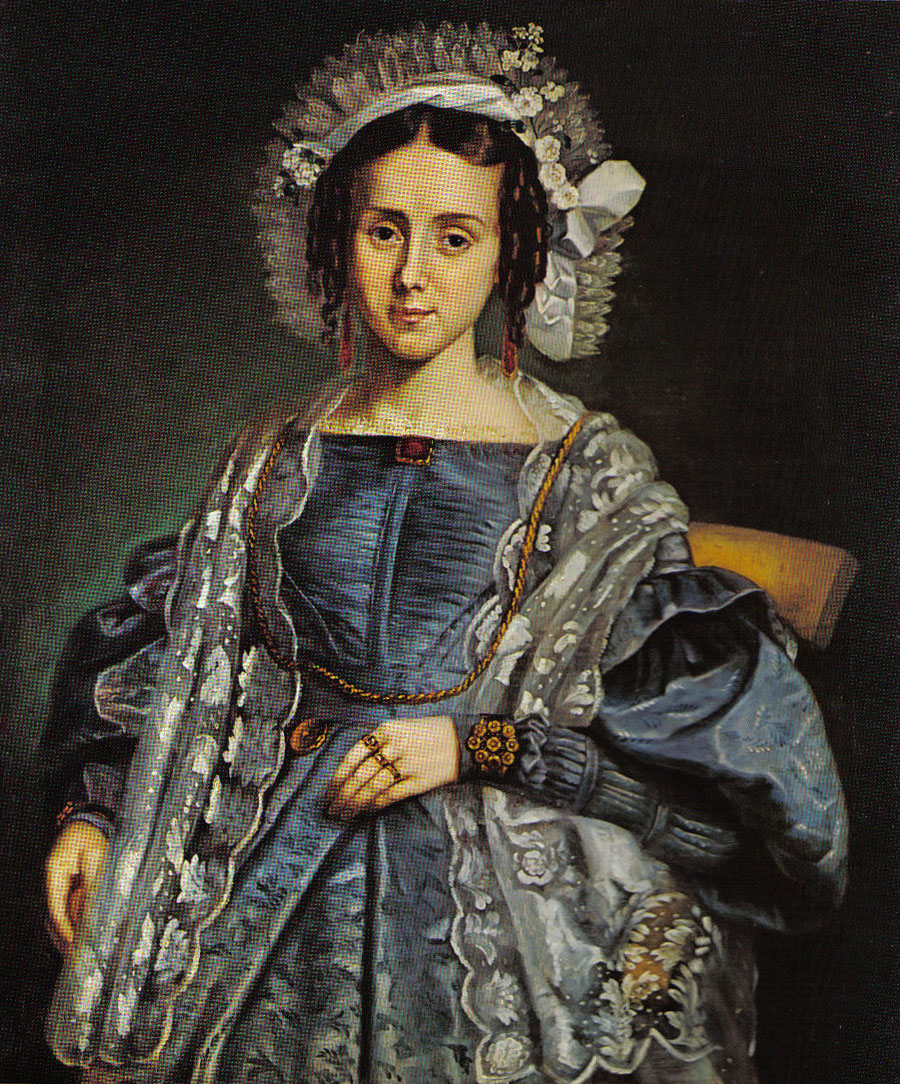
Antoine Plamondon, Madame Joseph Laurin, née Marie-Louise Dalaire (1839)
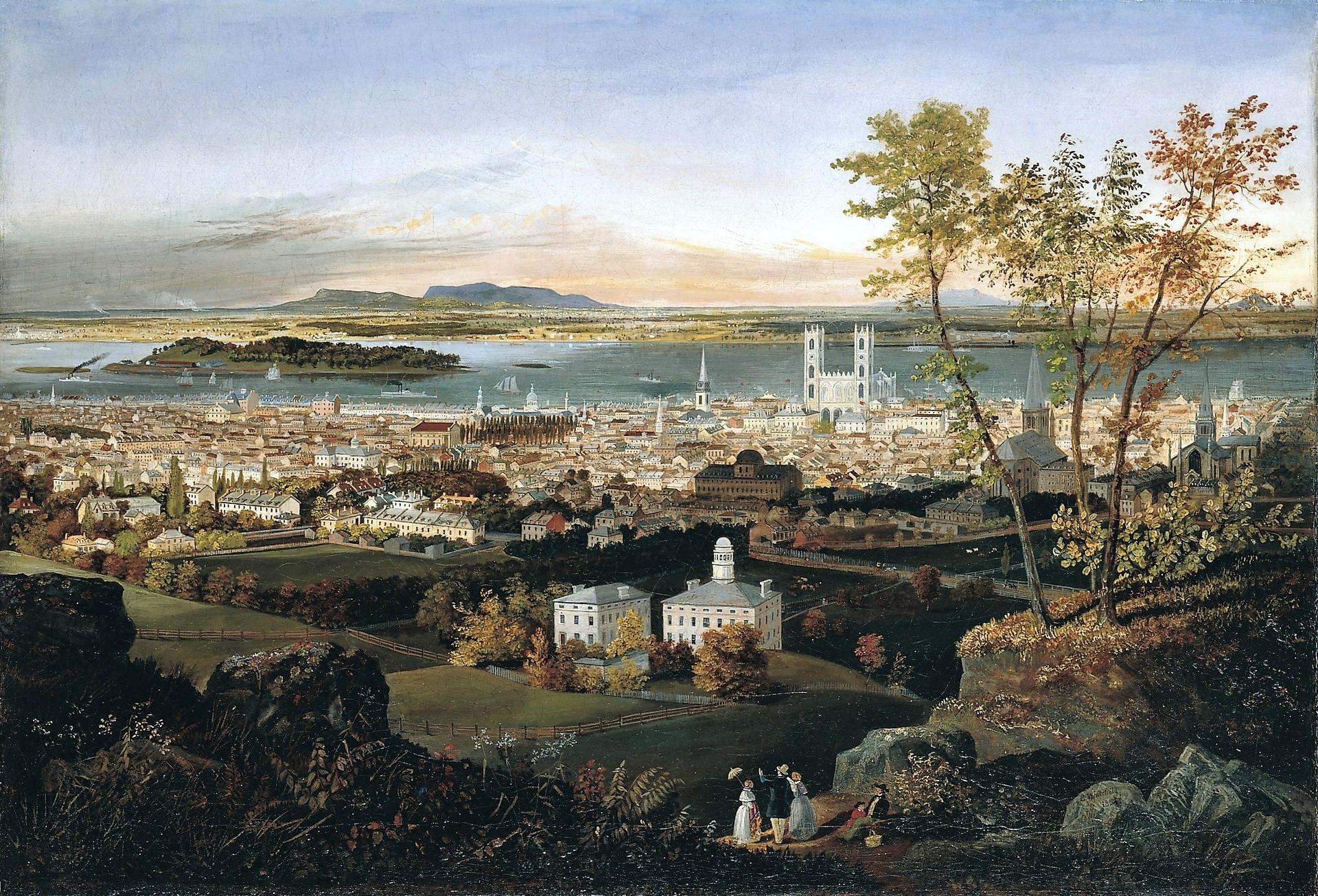
Edwin Whitefield, Montréal vu du mont Royal (1853-1854)
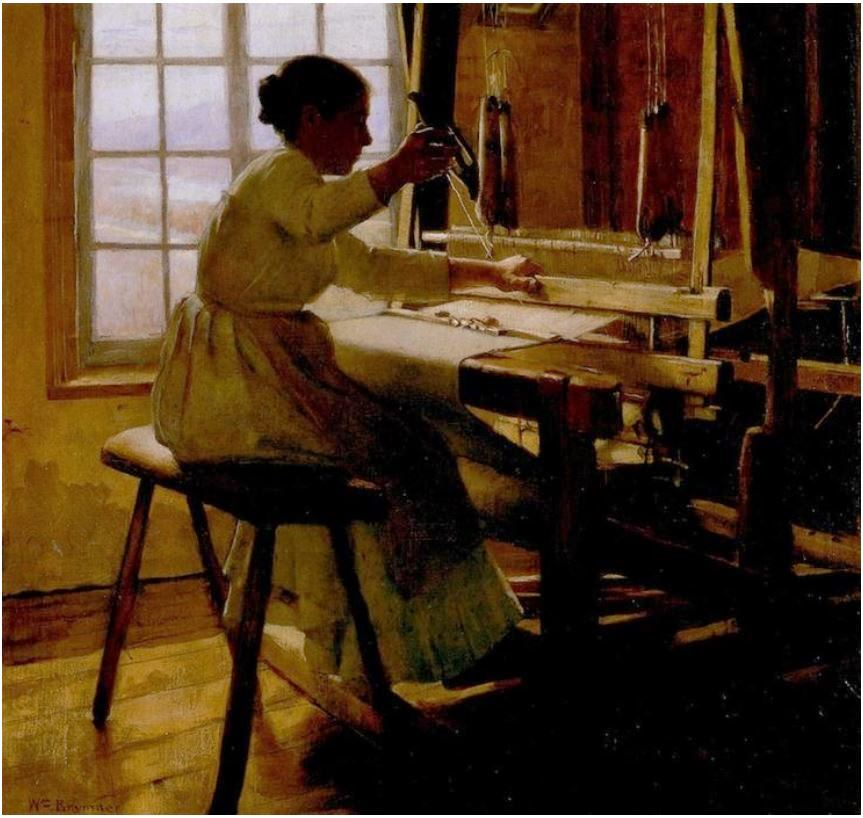
William Brymner, La Femme au métier/Woman at Work (1885)
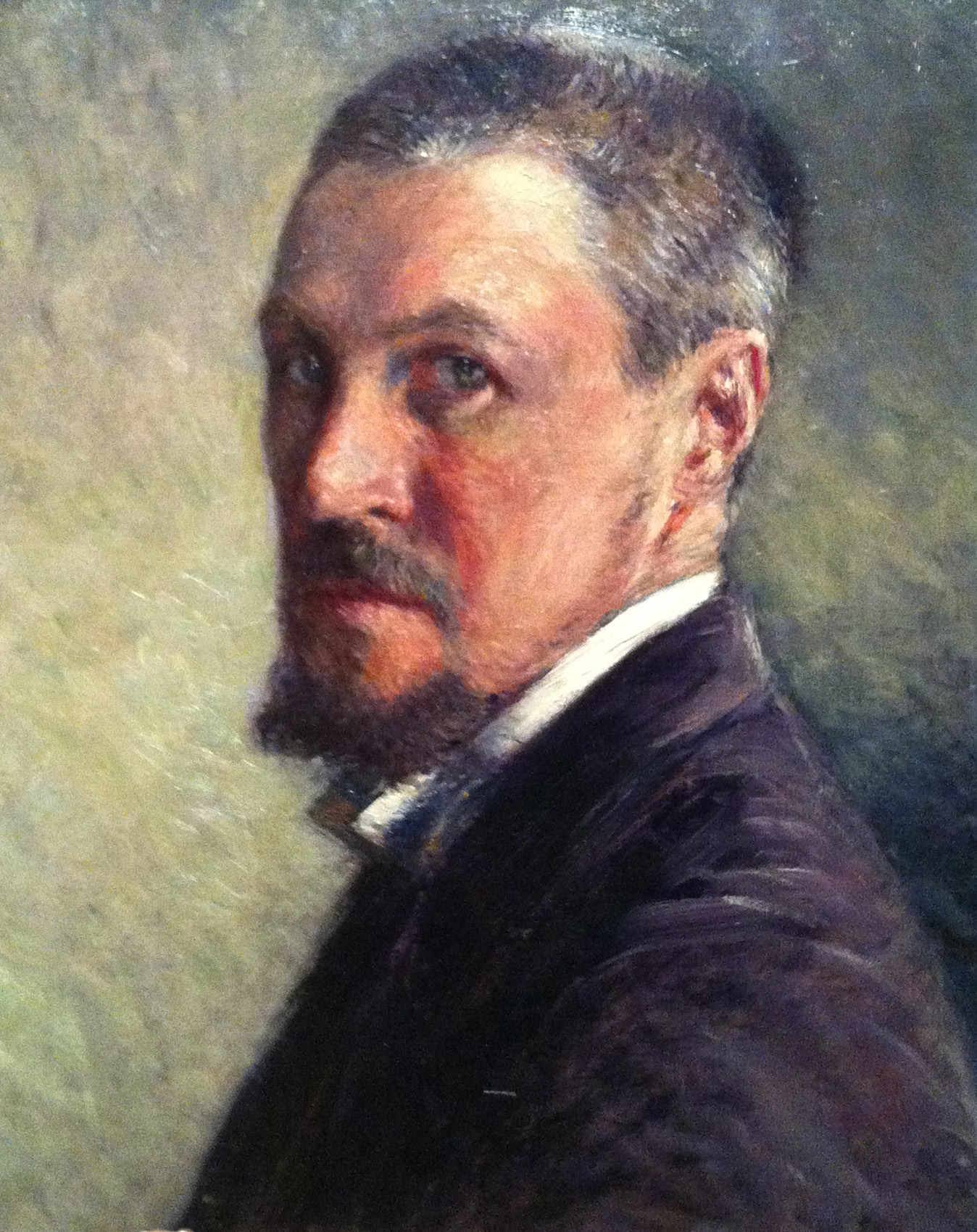
Gustave Caillebotte, Autoportrait (1889)
Charles Alexander Smith, L'Assemblée des six comtés à Saint-Charles-sur-Richelieu, en 1837 (1891)
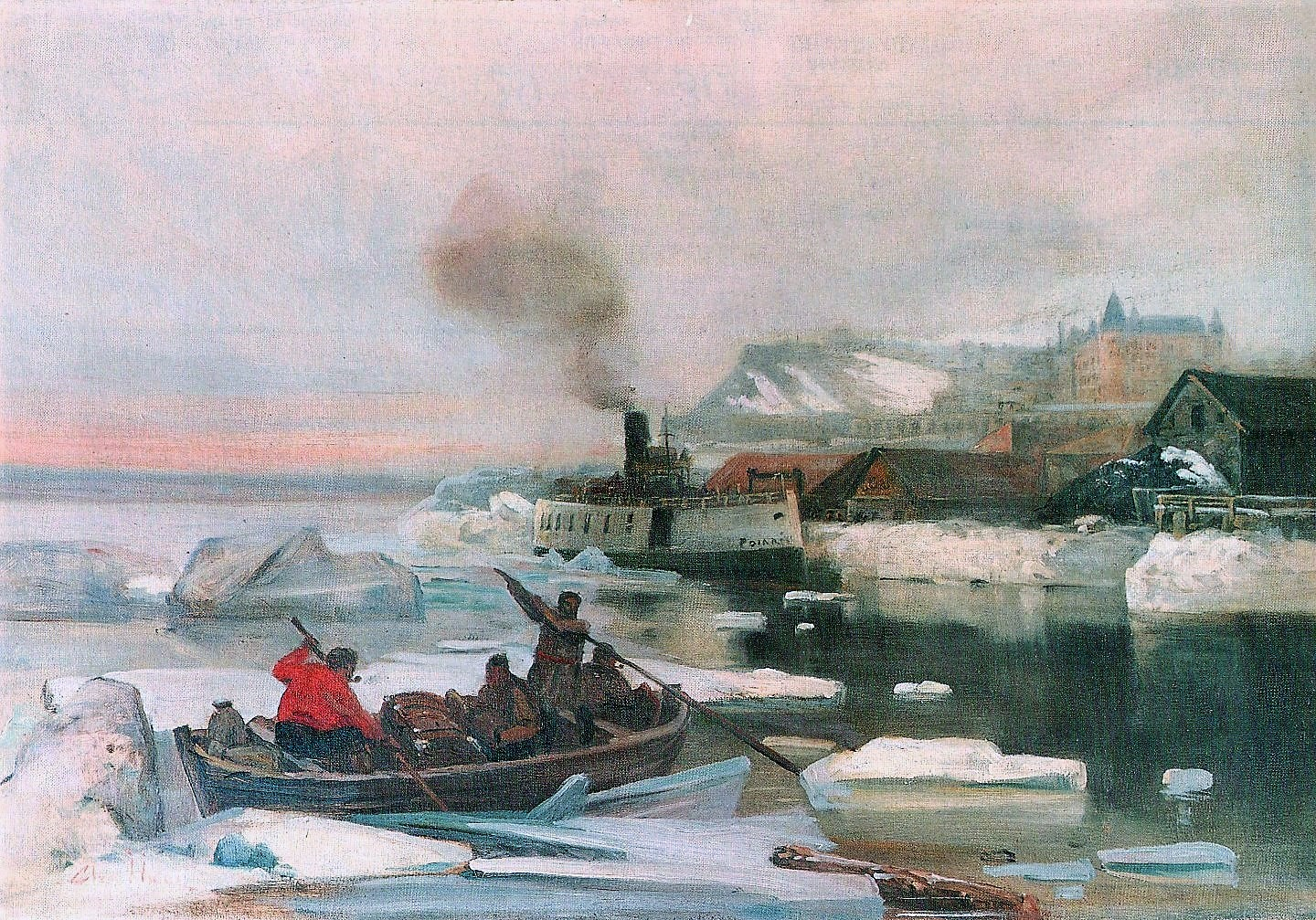
Charles Huot, La Traversée du fleuve en hiver (c.1902)
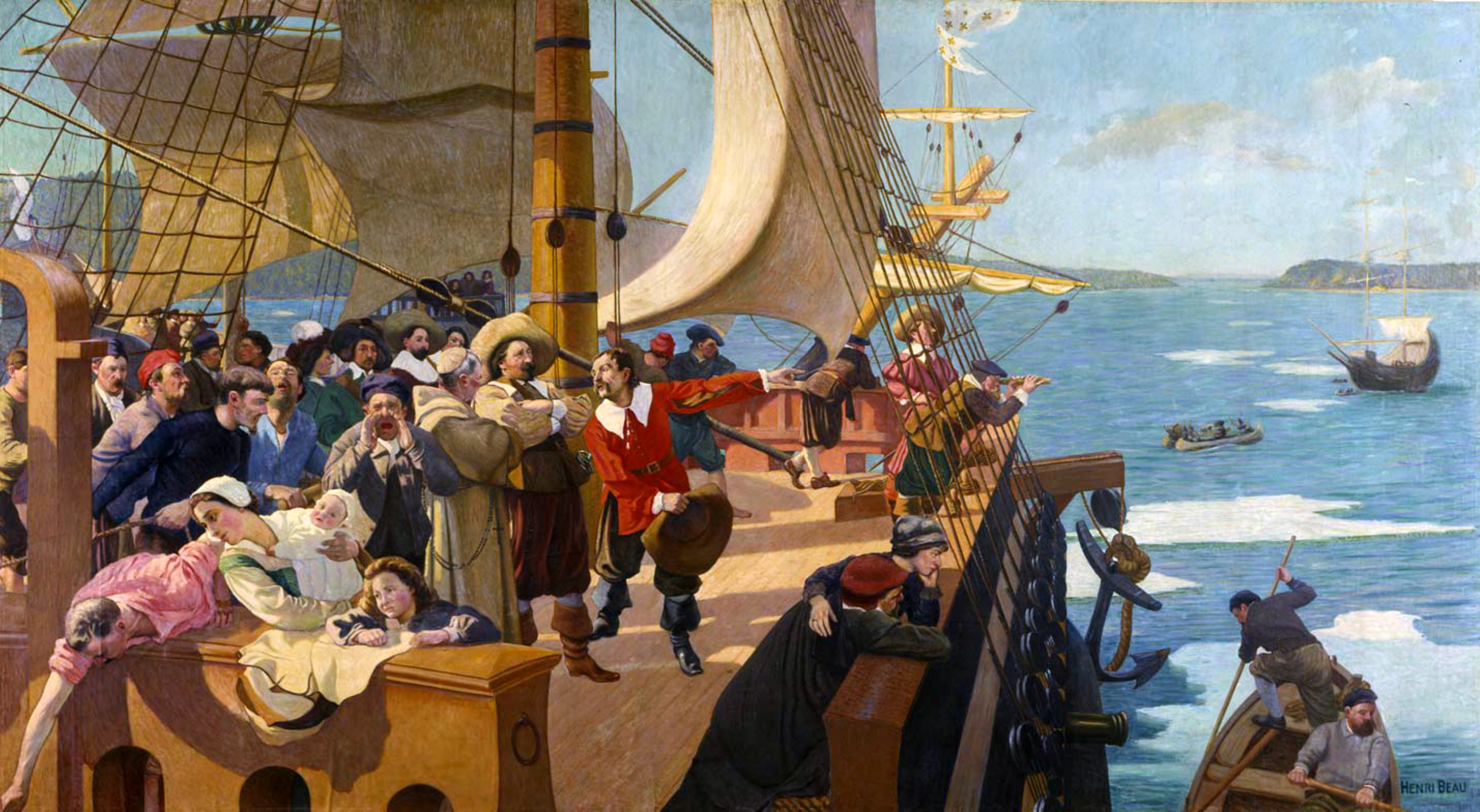
Henri Beau, L'arrivée de Champlain à Québec (1903)
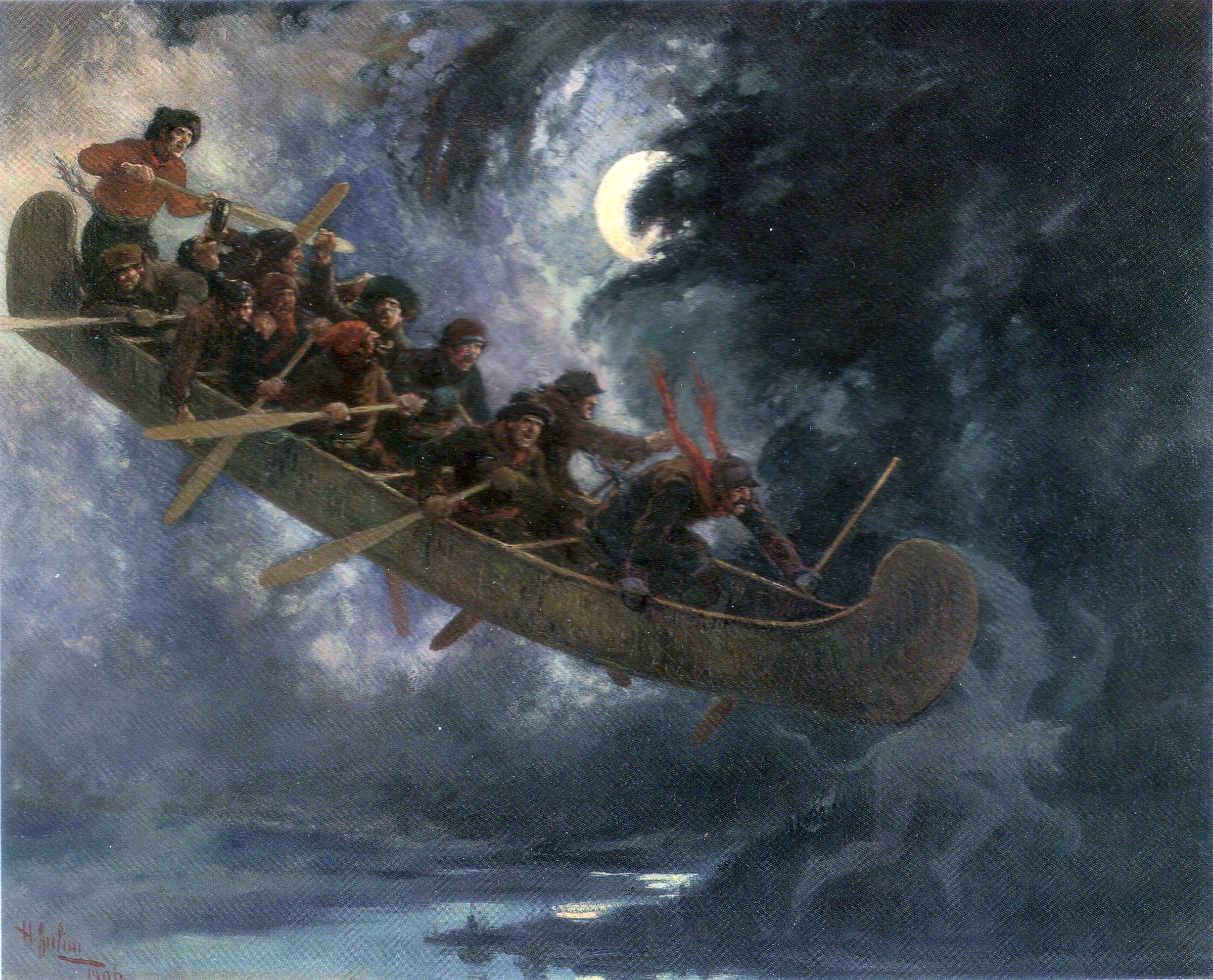
Henri Julien, La Chasse-galerie (1906)
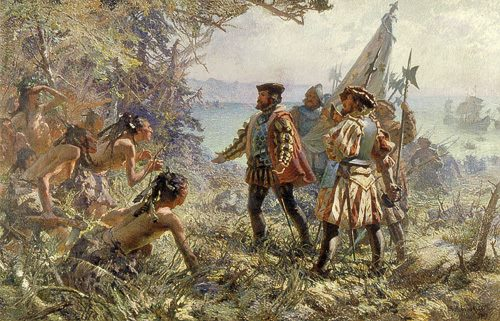
Marc-Aurèle de Foy Suzor-Coté, Jacques Cartier rencontre les Indiens à Stadaconé, 1535 (1907)
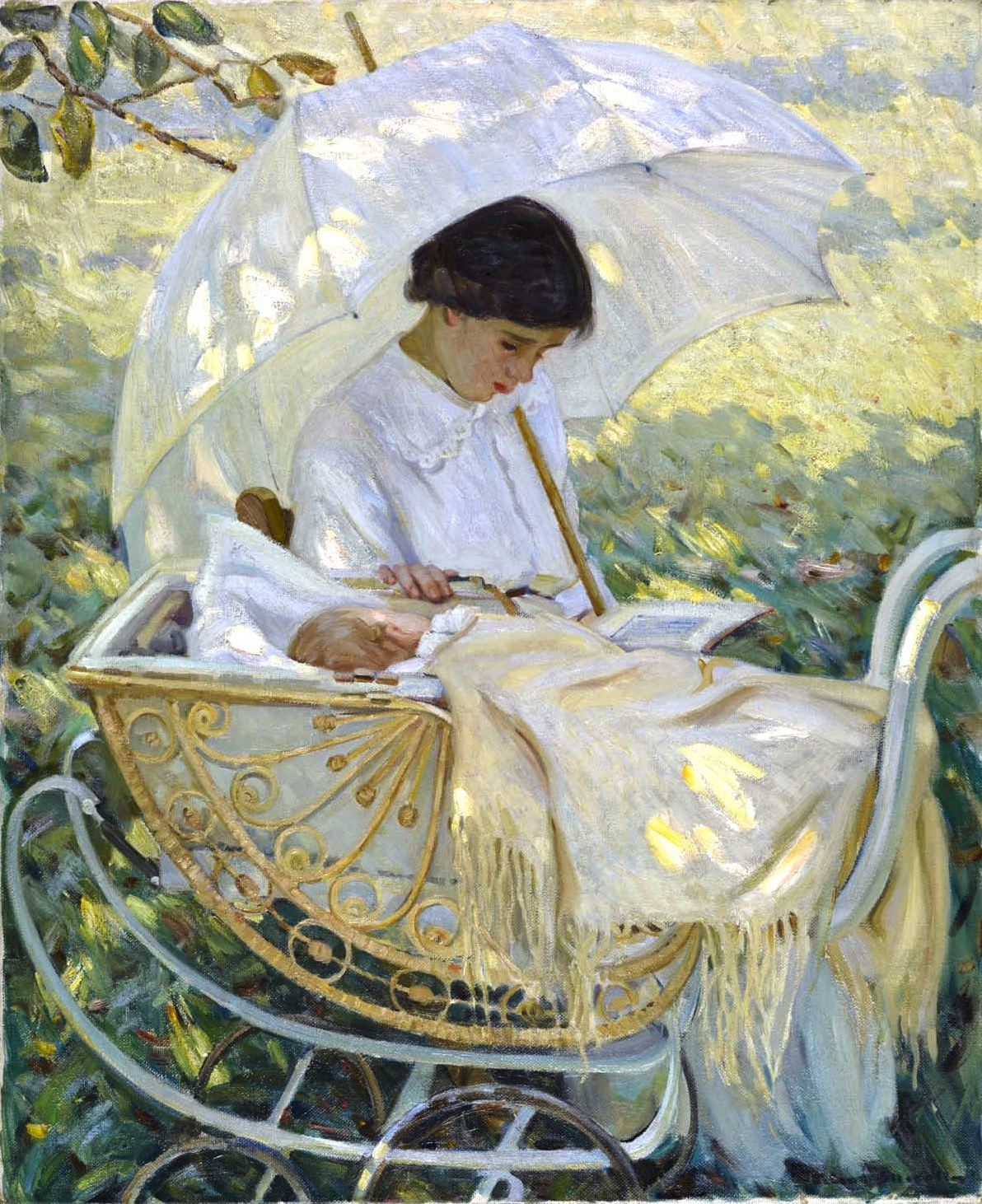
Helen McNicoll, À l'ombre de l'arbre/In the Shadow of the Tree (c.1910)
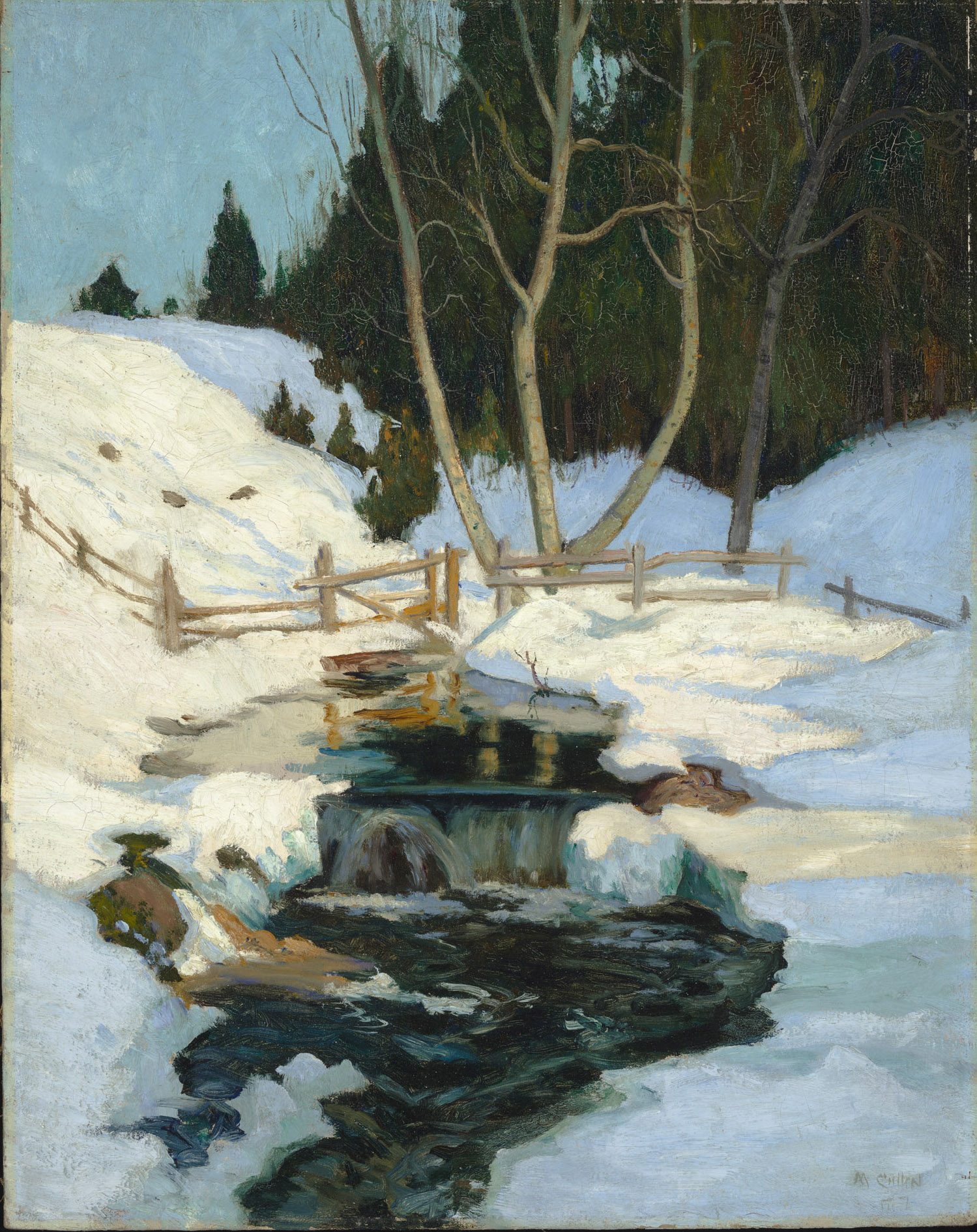
Maurice Cullen, La Fonte des neiges (1930)

Selección de esculturas del museo

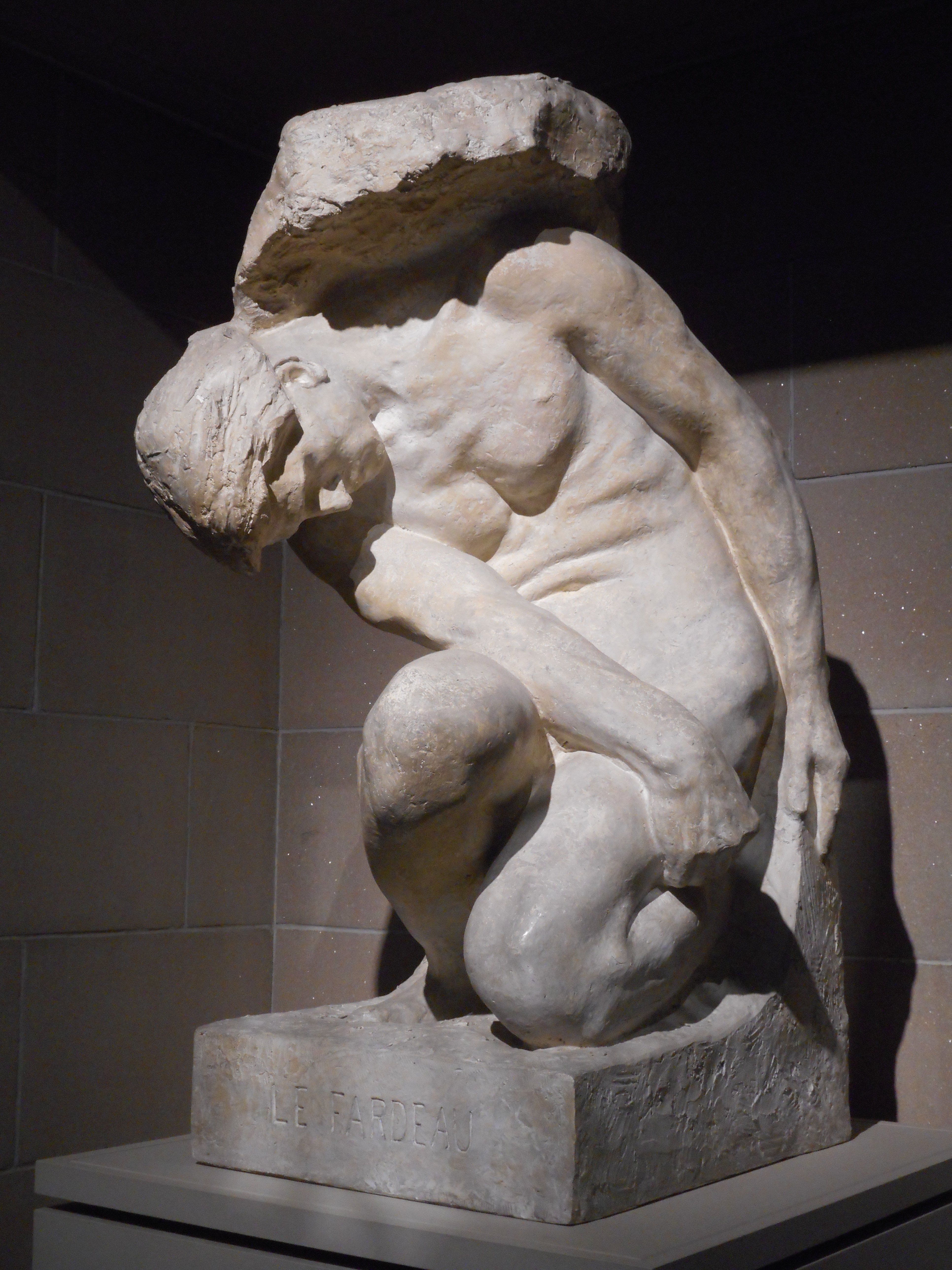
Alfred Laliberté, Le Fardeau (c. 1925)
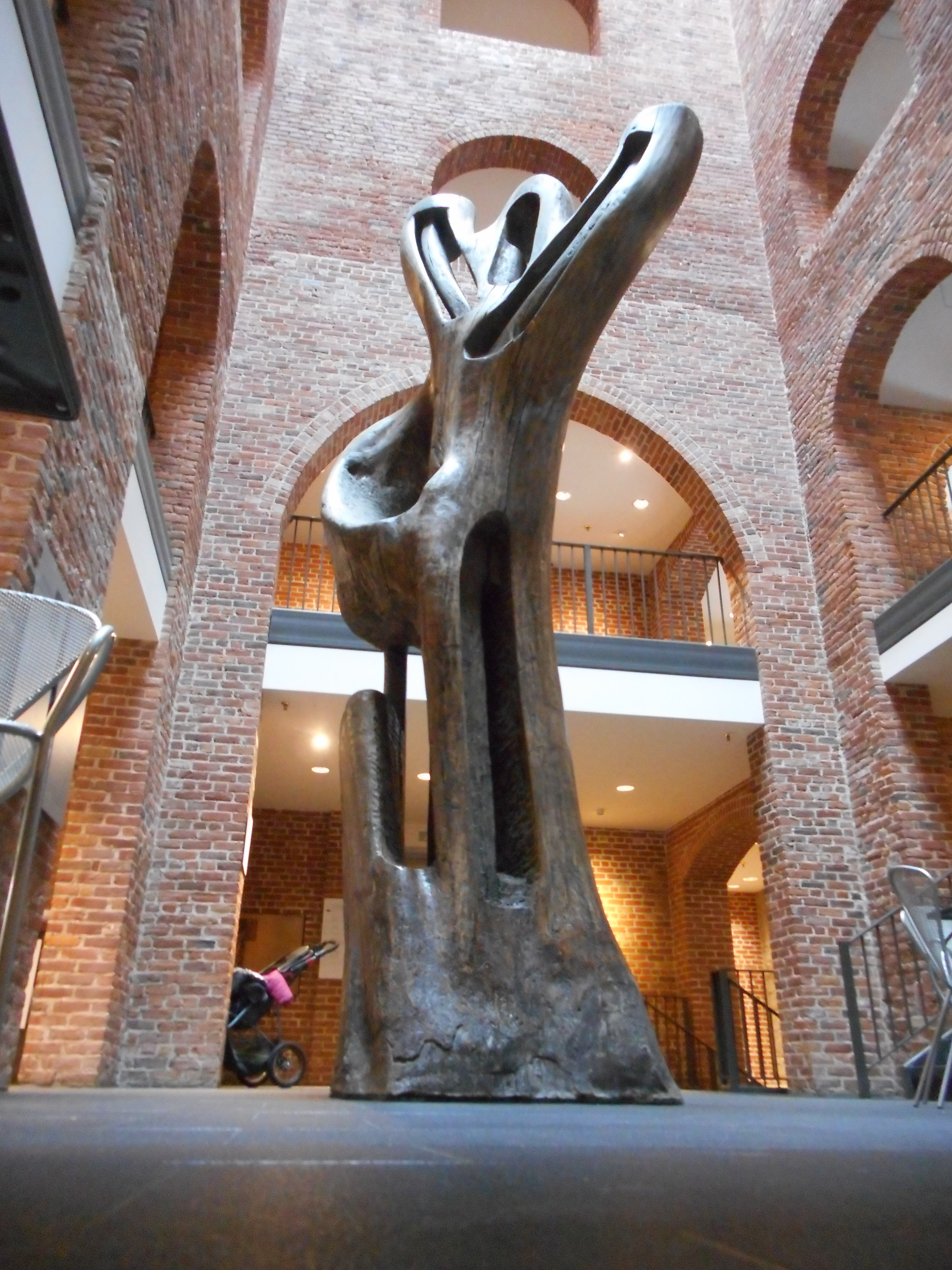
Armand Vaillancourt, L'Arbre de la rue Durocher (1953-1956)
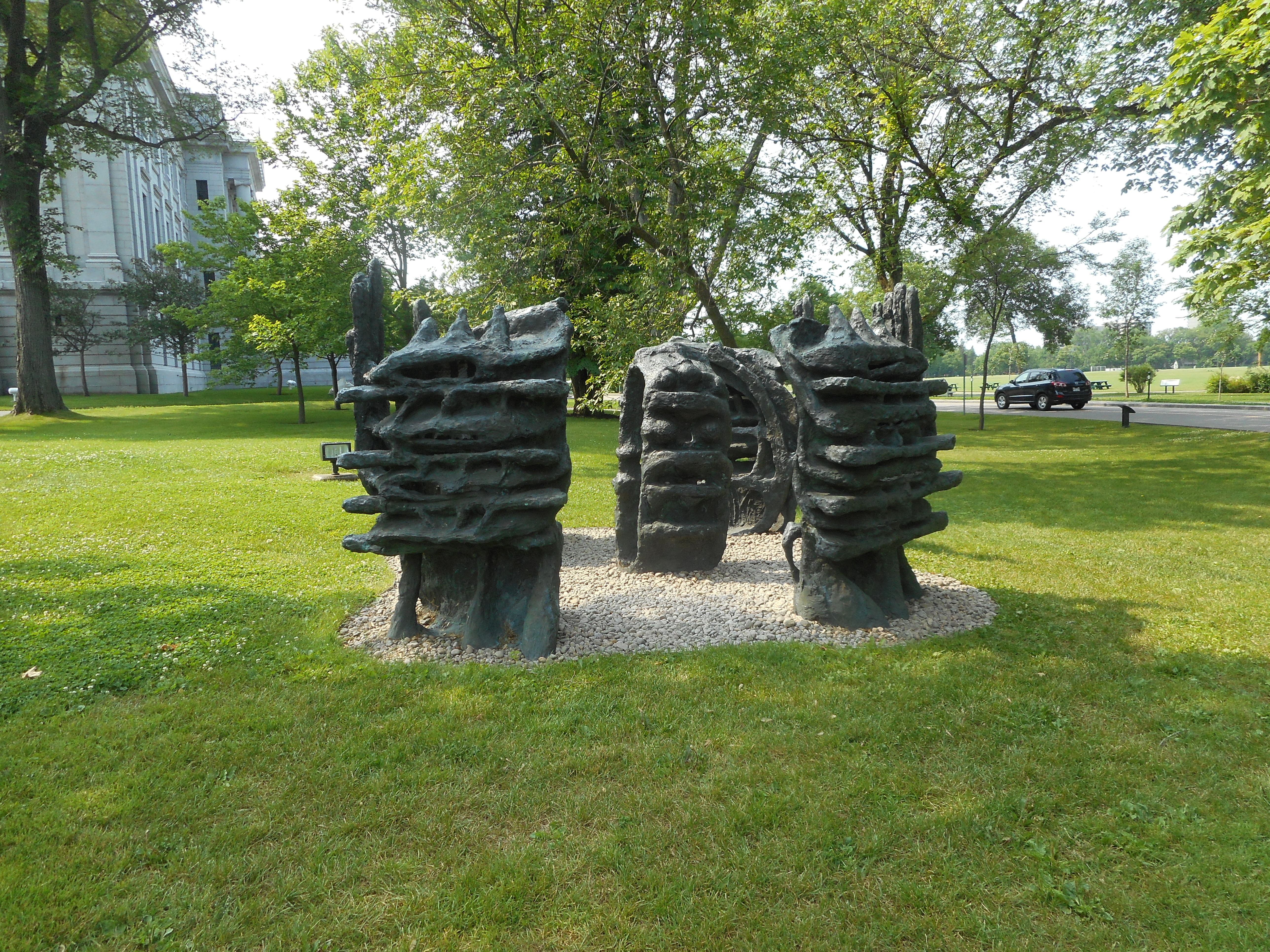
Étienne Martin, Demeure III (1960)
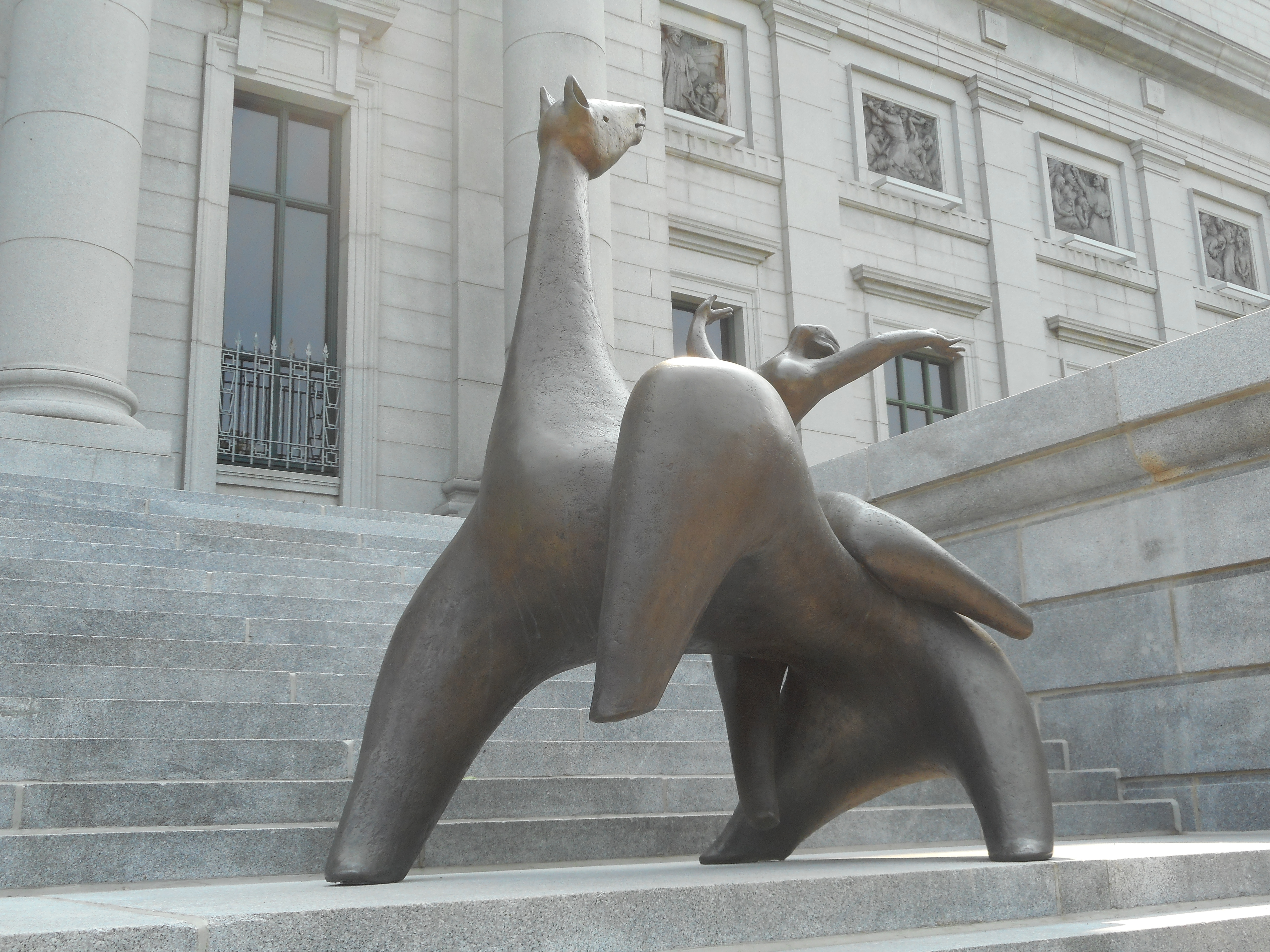
Charles Daudelin, La Cavalière (1963)
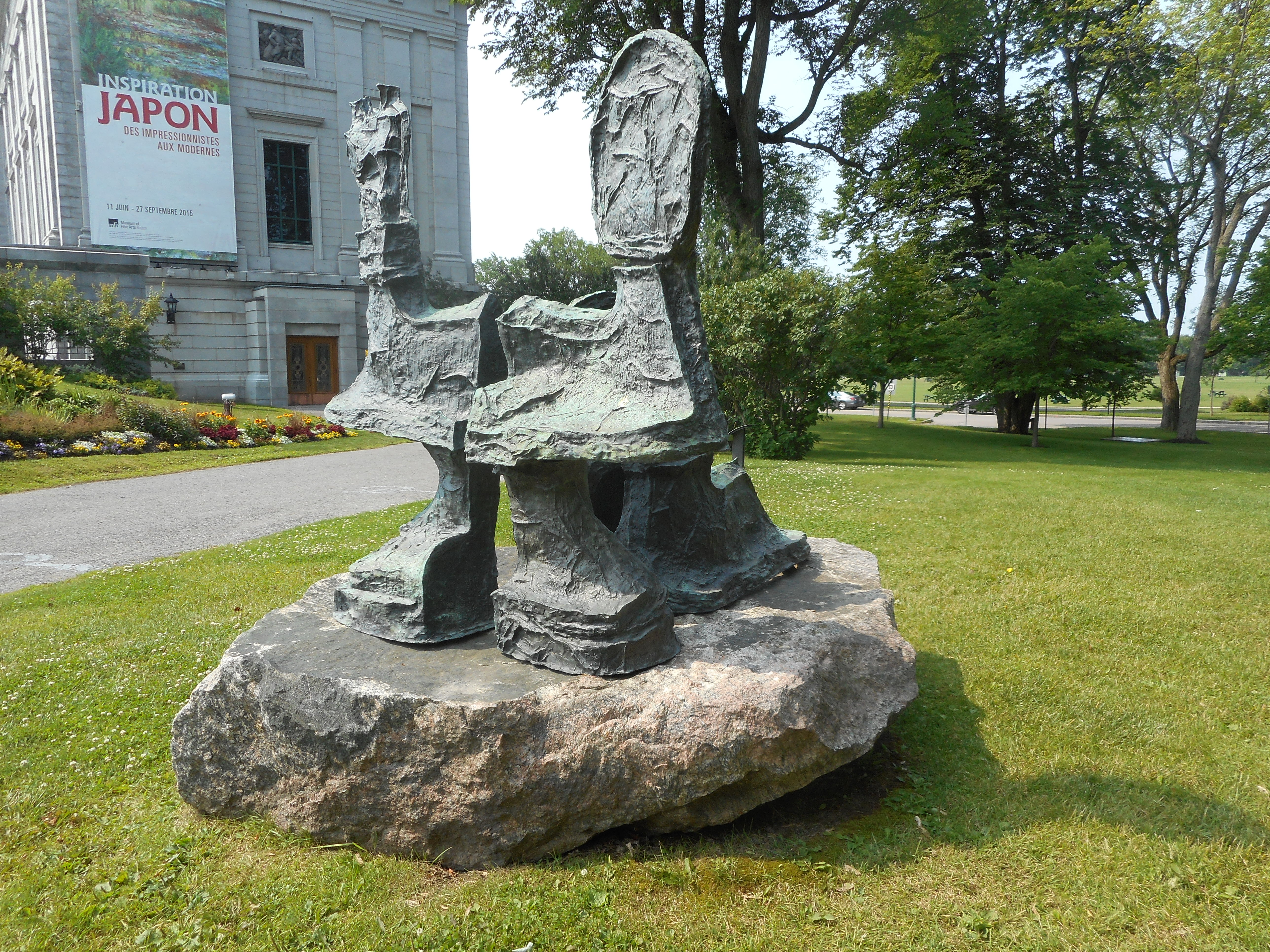
Jean-Paul Riopelle, La Victoire et le Sphinx (1963-1965)
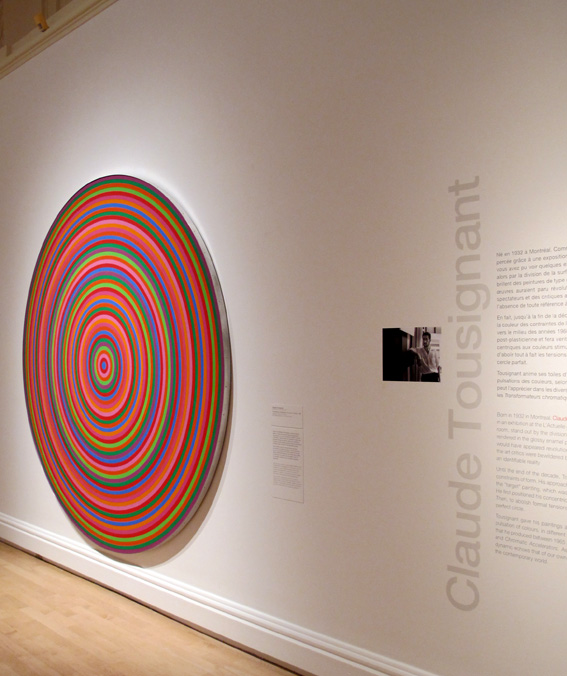
Claude Tousignant, Accélérateur chromatique 1967, de l'album (1971)
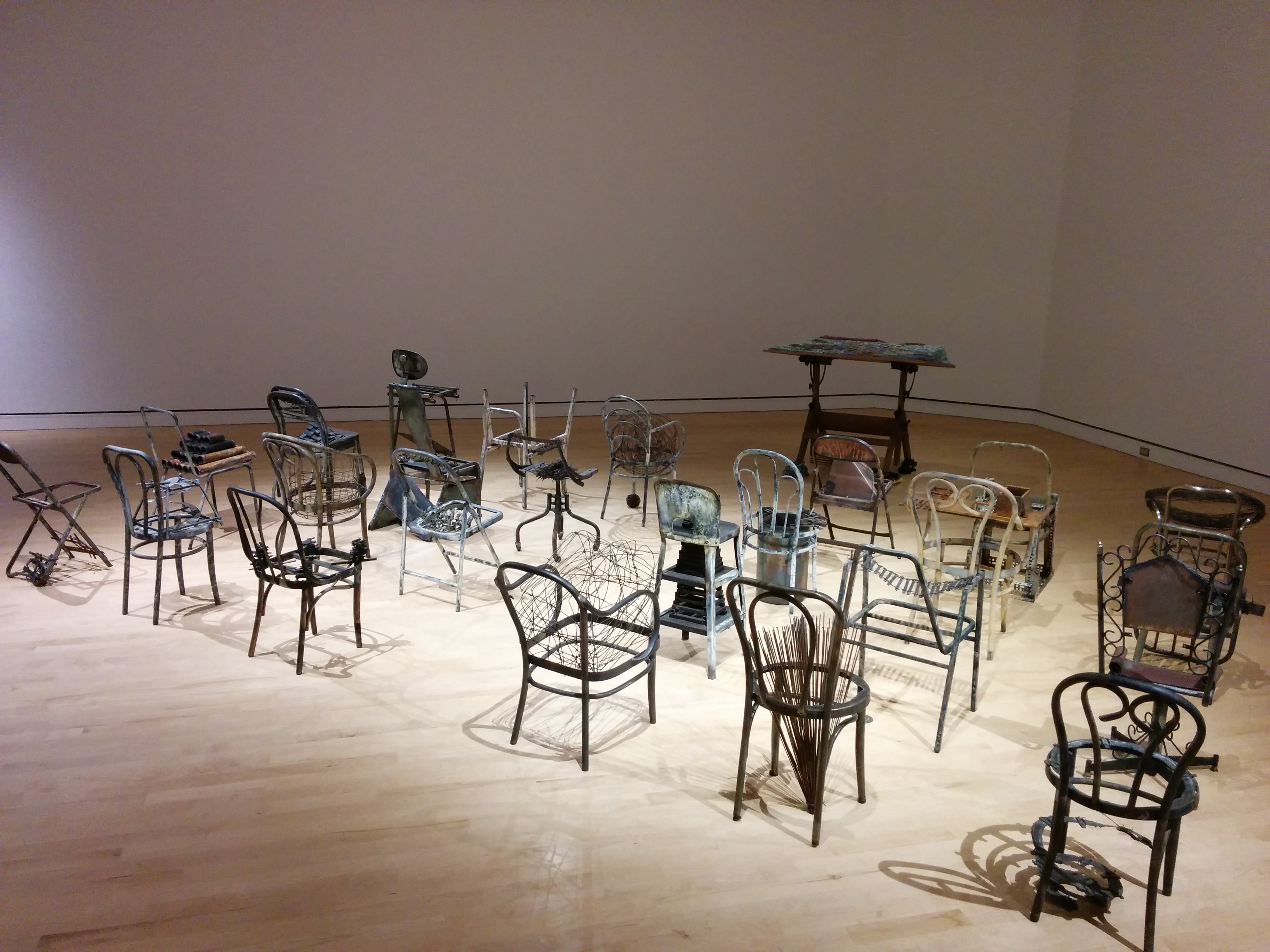
Michel Goulet, Assemblée (1987)
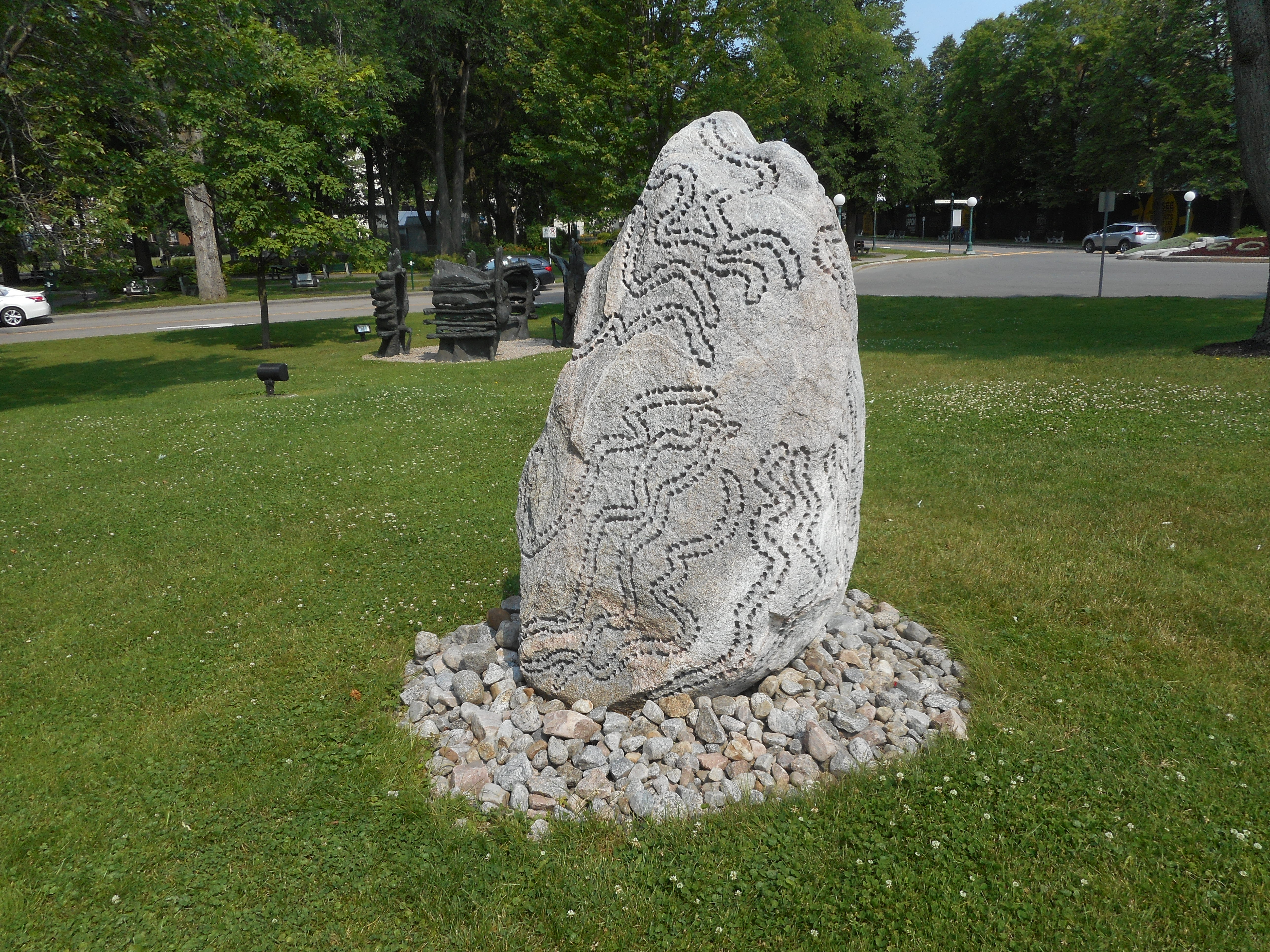
Bill Vazan, Event Horizon (1989-1991)
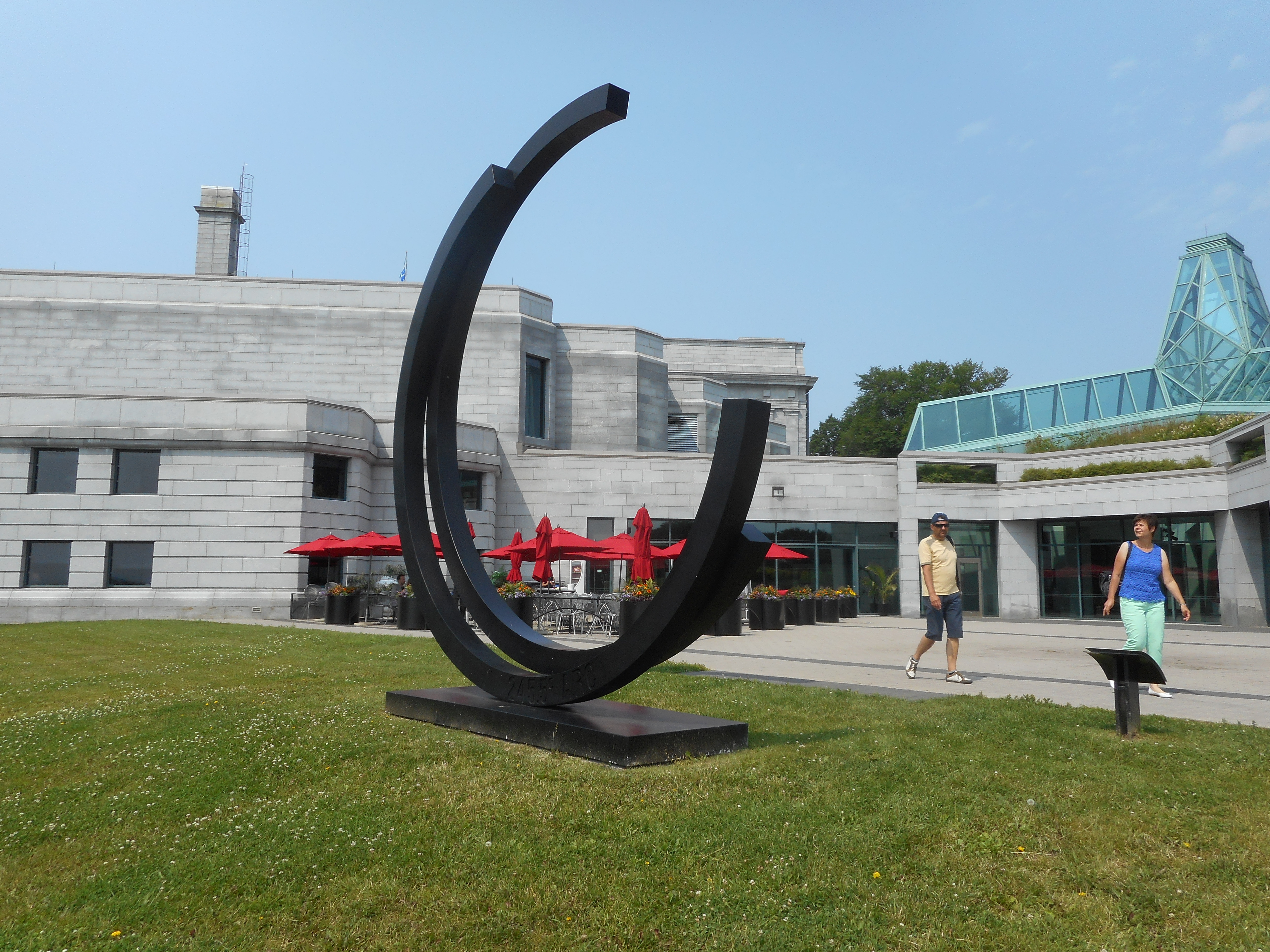
Bernar Venet, Deux Arcs de 245,5° (1997)
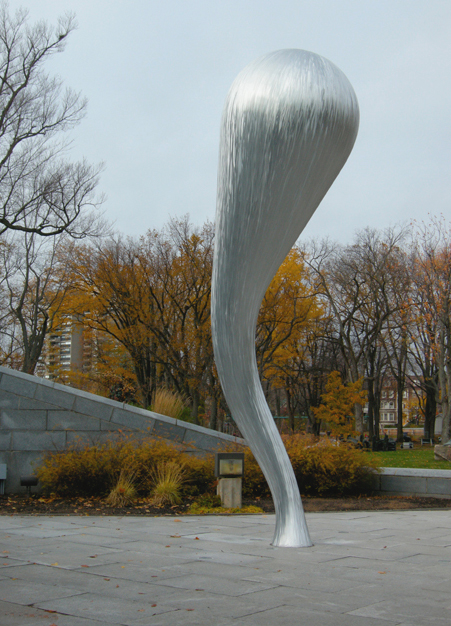
Escultura de Jean-Pierre Morin (2008)